# Yves Bigot
Pour les articles homonymes, voir Bigot.
Yves Bigot, né le 9 juin 1955 à Limoges (Haute-Vienne), est un journaliste et producteur[précision nécessaire] français.

## Biographie
Yves Bigot grandit à Saint-Tropez, où ses parents se sont installés à sa naissance, et à laquelle il consacre un livre. Passionné de musique, il ouvre un magasin de disques (Disque Import) à Saint-Tropez en mai 1972, à 17 ans, juste après avoir été émancipé « avec droit de faire du commerce ». Il pratique le foot au sein de l'Union Sportive Tropézienne, et est remarqué par les sélectionneurs du centre de formation de l'AS Monaco. C'est par le biais de la musique qu'il arrivera sur le Rocher, comme assistant de Christian Geldreich qui travaille à RMC et avec lequel il est associé au sein de ses magasins de disques à Saint-Tropez et à Nice.
En 1973, il devient assistant réalisateur à Europe 1 à Paris, avant d'y devenir réalisateur, programmateur musical, animateur et journaliste. À la fin des années 1970, il coanime avec Michèle Abraham et François Diwo l'émission Parano, puis anime différentes émissions autour de la musique et du foot, comme Rock à l’Œil, TransEurope Express et Club Mondial lors des coupes du monde de football 1982 en Espagne, 1986 au Mexique et du championnat d’Europe 1984 en France. De 1982 à 1990, il présente également chaque semaine le Multiplex de football sur Europe 1.
Entre 1985 et 1988, il est le suppléant de Marc Toesca au Top 50 de Canal+. En 1991, il présente l’émission L’Autre Musique sur Antenne 2.
Côté presse écrite, il collabore régulièrement au journal Libération (où il tient notamment chaque semaine, entre 1988 et 1992, la chronique "Stop 50") et fait partie du comité de rédaction de l'édition française du magazine Rolling Stone. Il signe également des articles dans Guitare et Claviers, Rock & Folk, L'Obs, Le Journal du dimanche, etc..
Il est nommé directeur de la programmation musicale de France Inter en 1990, où il anime également des émissions comme France Interview et Stop 50.
De 1988 à 1992, il est rédacteur en chef de Rapido, présentée par Antoine de Caunes et diffusée sur Canal+ en France, sur la BBC en Angleterre et dans douze autres pays.
En juin 1992, Yves Bigot est nommé directeur général adjoint de Fnac Music Production, avant de rejoindre Phonogram France (devenu Mercury France) dont il assure la direction générale entre 1994 et 1997. Il est Président des Victoires de la musique en 1998.
Après un court passage par la radio Sport OFM, Yves Bigot arrive à France 2 en 1998 en qualité de directeur de l'unité variétés, jeux et divertissements. Il devient en septembre 2004 directeur des programmes de la chaîne.
Patrick de Carolis, nommé PDG de France Télévisions en juillet 2005, le nomme alors directeur général adjoint, chargé de l'antenne et des programmes de France 4.
En février 2006, il est nommé directeur des antennes des programmes de la RTBF et d’Arte Belgique, poste qu'il quitte le 31 août 2008, nommé par Virginie Calmels à la tête des programmes d'Endemol France en remplacement d'Alexia Laroche-Joubert.
En septembre 2010, il devient directeur des programmes de la radio RTL. Le 5 décembre 2012, il est nommé directeur général de TV5 Monde, il prend ses fonctions le 7 janvier 2013.
À partir d'avril 2020, il assure la présidence de la Fondation des Alliances françaises.
En mai 2024, apprenant par Rachida Dati qu'il ne serait pas reconduit à la fin de son mandat, il annonce démissionner de son poste de PDG de TV5 Monde dès le mois suivant.

## Ouvrages
- Stop 50 la Chronique des Tubes de Libération, La Sirène, 1993
- Au Nom du Rock, Stock, 1995
- Football, Grasset, 1996
- La Folle et Véridique Histoire de Saint-Tropez, Grasset, 1998
- Plus Célèbres que le Christ, Flammarion, 2004
- Plus Célèbres que le Christ Volume 2, Flammarion, 2009
- Quelque chose en nous de Michel Berger, Don Quichotte, 2012
- Brigitte Bardot, la femme la plus belle et la plus scandaleuse au monde, Don Quichotte, 2014
- Je t’aime moi non plus – Les amours de la chanson française, vol. 1, Don Quichotte, 2016
- Quelque chose en nous de Michel Berger, Paris, Éditions Don Quichotte, 2022 (1re éd. 2012), 324 p. (ISBN 978-2-35-949088-6).

## Décorations
- Chevalier de la Légion d'honneur le 30 décembre 2016[6].
- Officier de l'ordre des Arts et des Lettres (2021)[7] ; (chevalier par Renaud Donnedieu de Vabres en 2008[8])
- Chevalier de l'ordre de Saint-Charles le 17 novembre 2022[9].